# Toutes peines confondues (album)
Pour les articles homonymes, voir Toutes peines confondues.
Albums de Sylvie Vartan
Nouvelle Vague Sylvie live
Toutes peines confondues est le titre du 39e album de Sylvie Vartan sorti en septembre 2009.

## Histoire
Avec ce disque, Sylvie Vartan revient chez Sony BMG (sous le label RCA), après un contrat d'une vingtaine d'années chez Mercury Philips.

## Autour de l'album
L'album existe en vinyle bleu et également dans une édition collector livre-disque limitée à 2 500 exemplaires comprenant un 45 tours.
Extraits
- Je chante le blues (no 13 France)
- L’un part, l'autre reste (no 28 France)

## Les titres
1. Je chante le blues (Carla Bruni) 4:12
2. Signé Sagan (Didier Barbelivien) 3:56
3. L’Amour avec des sentiments (Éric Chemouny / Sylvie Vartan) 4:06
4. Ne s’attacher à rien (Pierre-Dominique Burgaud / Alain Lanty) 3:31
5. Il me semble (Marc Lavoine / Alain Lanty) 2:55
6. Toutes peines confondues (Michel Jourdan - Jannick Top - Serge Perathoner) 4:26
7. À laisser ou à prendre (Brice Homs /Alain Lanty) 3:06
8. L’un part l'autre reste (Frédéric Botton / Nathalie Rheims) 4:07
9. Une lettre d'amour (Éric Chemouny / Sylvie Vartan) 3:20
10. Ce que je suis (Didier Barbelivien) 2:53
11. Mélancolie (Didier Barbelivien / Michael Ohayon) 3:21
12. La chanteuse a vingt ans (Serge Lama / Alice Dona) 3:53

Vinyl 7″ single (bonus édition limitée)
- Face A : Quand le film est triste (Roy Orbison / John D. Loudermilk / Georges Aber / Lucien Morisse) 3:00
- Face B : Je chante le blues (Carla Bruni) 4:12

## Classements des ventes
| Pays                     | Meilleure position |
| ------------------------ | ------------------ |
| France                   | 16                 |
| France (téléchargements) | 39                 |
| Belgique                 | 31                 |